# Myrmecia acuta
Myrmecia acuta är en myrart som beskrevs av Kazuo Ogata och Taylor 1991. Myrmecia acuta ingår i släktet bulldoggsmyror, och familjen myror. Inga underarter finns listade i Catalogue of Life.